# Атапина, Людмила Алексеевна
Людмила Алексеевна Атапина (в девичестве — Парфёнова; род. 7 января 1950, Невель, Великолукская область) — советская гребчиха. Мастер спорта СССР международного класса (1973).
Представляла общество «Динамо». Тренировалась под руководством Валентины Васильевны Калегиной.
Входила в состав сборной СССР с 1973 по 1980 год.
На чемпионате мира 1978 года в Новой Зеландии завоевала серебро вместе с Элеонорой Каминскайте в двойке парной.
Бронзовый призёр чемпионата Европы 1973 года в Москве в составе четвёрки парной.
Четырёхкратная чемпионка СССР (1972, 1973, 1978, 1979) и обладательница Кубка СССР.
Отличник физической культуры.
Окончила Ленинградский техникум физической культуры и спорта (1975) и Государственный институт физической культуры имени П. Ф. Лесгафта (1981).
С 1981 по 1986 год являлась преподавателем Ленинградского института культуры имени Н. К. Крупской. После работала в средних школах № 158 и № 94.